# 朴航生
朴 航生（ぼく かずなり、1987年4月20日 - ）は、岡山県出身のバスケットボール選手である。ポジションはフォワード。自身のTwitter上で在日韓国人であると公言している。

## 来歴
岡山学芸館高校を卒業後、2010-2011シーズンは、静岡ジムラッツに所属した。
その後、島根スサノオマジックに練習生として入団、2012-2013シーズンより同チームと選手契約を結んだ。2013年7月6日、同チームのトライアウトに参加、新里智将、八幡幸助とともに合格した。2013-14シーズン終了をもって契約満了。